# Přívozy na Sázavě
Obsahuje zjištěné říční přívozy provozované v minulosti nebo současnosti na řece Sázavě.

## Provozované přívozy

### Budčice – Hamry
Samoobslužný přívoz, přes letní sezónu většinou volně přístupný, přes zimu uzamčený.

### Zlenice

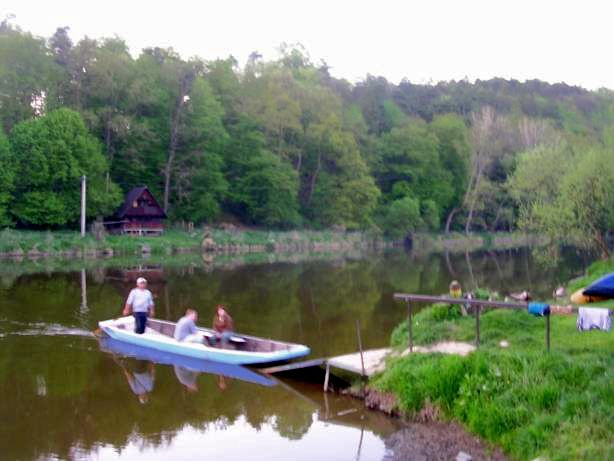
Přívoz Zlenice, přístaviště u hotelu Kormorán.

Přívoz Zlenice – plovárna Senohraby. Na zlenické straně je přístaviště u hotelu Kormorán ve vsi Zlenice (obec Lštění), na senohrabské straně v říčních lázních u hostince Baštírna pod hradem Zlenice-Hláska, před ústím Mnichovky. 
Již od 10. století tu býval brod na důležité spojnici mezi přemyslovským pohraničním hradištěm Lštění a pražskou kotlinou. Od počátku 20. století zde místní okrašlovací spolek budoval říční lázně. Tradice přívozu sahá až do roku 1920. V červnu 1957 převzala plovárnu i s přívozem obec Senohraby.
Bezmotorový, dřevěná pramice, pohon bidlem. Vodicí lano na stožárech je upevněno, obvykle se nepoužívá. Nynějším provozovatelem je obec Senohraby. Převozníci Věra Hoffelnerová, Vojtěch Kašpar, Veronika Líbalová a Vladimír Matoušek. Ve snahách o zachování se angažuje od roku 1997 Občanské sdružení pro obnovu provozu senohrabské plovárny a zachování přívozu, které má také v pronájmu hostinec Baštírna. Přívoz je v provozu v letní sezóně denně, v dubnu, květnu a říjnu o víkendech. Jezdí na požádání, bez pevného jízdního řádu. Základní jízdné činí 10 Kč, poplatek za převoz jízdního kola také 10 Kč, malé děti, kočárky a psi se přepravují za 5 Kč.

#### Nehoda
V sobotu 15. listopadu 2014 po 18. hodině večer se převrhla převozní loď, když se neslyšící převozník se svou ženou a silně opilý (2,6 promile alkoholu v krvi) vracel ze schůze místního občanského sdružení v restauraci na protějším břehu. Žena se dostala na břeh, její muž ale ztratil kochleární implantát, takže neslyšel její volání, při jejím hledání prochladl a omdlel. Dobrovolní hasiči, obyvatelé Zlenic, hasiči, policisté i záchranáři po něm pátrali téměř hodinu a našli ho v bezvědomí asi 500 metrů po proudu. Podařilo se jej zresuscitovat a přežil bez následků.

### Žampach

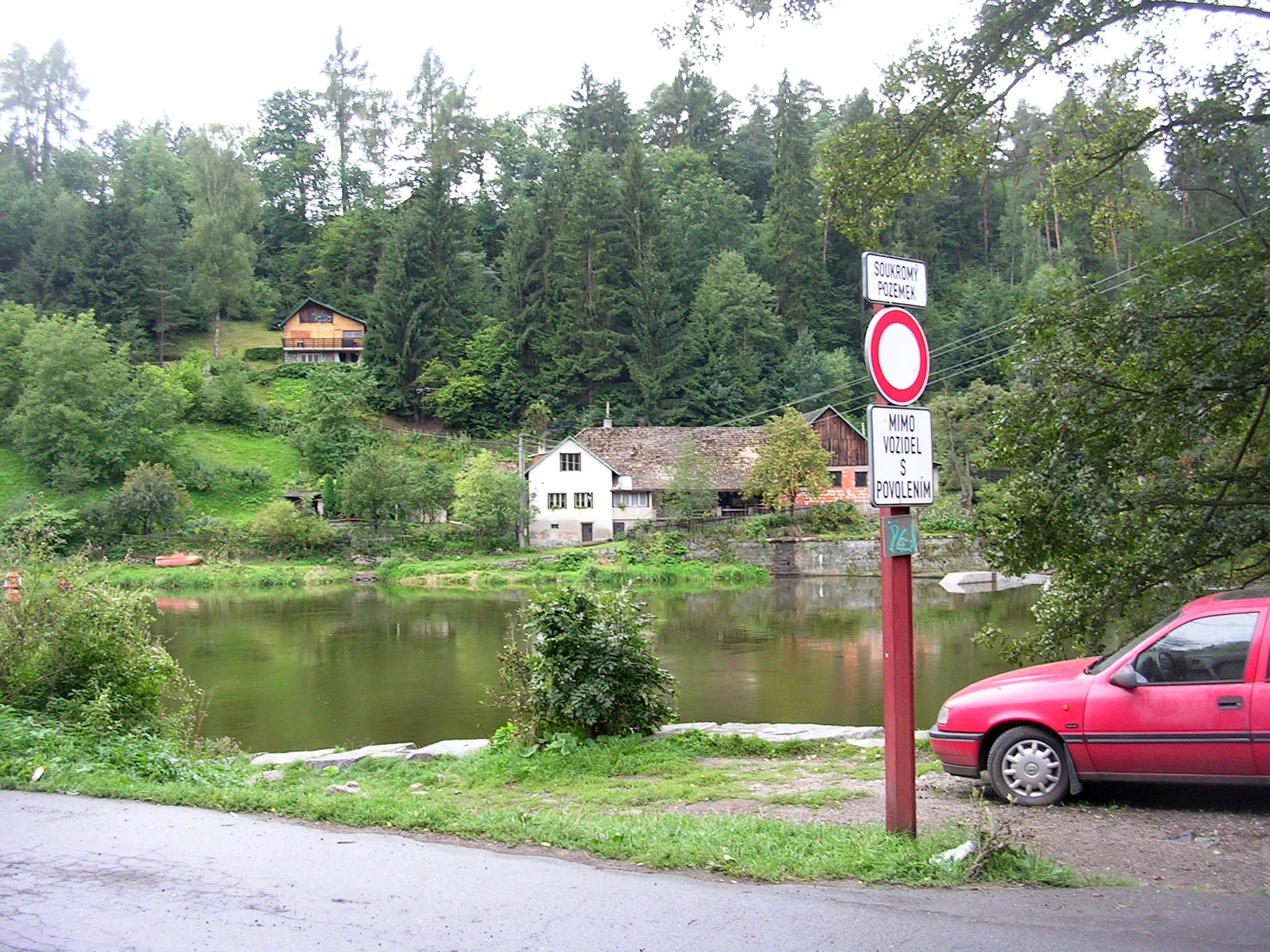
Místo přívozu nad jezem v Žampachu.

Přívoz Žampach: Laminátová loďka s vesly. Přeprava osob a jízdních kol. Provozovatel: Vladimír Brabec z Jílového u Prahy, v plavecké sezóně bydlí v rodinném historickém sídle přímo u přívozu na levém břehu nad jezem. Pokud je provozovatel přítomný, převáží na signál nebo po telefonické dohodě.
Podle článku Jana Tošovského byl ještě v roce 2001 v provozu celé léto, pokud byl někdo doma, na požádání nebo zakřičení. Podobným způsobem byl v provozu i v roce 2014, kdy své služby inzeroval i na vlastní webové stránce.

## Zaniklé přívozy
Seznam je řazen po směru toku.
- Kácov: loďkový přívoz, první desetiletí 20. století.[12]
- Soběšín: loďkový přívoz, ve 40. letech ještě se třemi čluny. Platnost provozovatele přívozu vypršela roku 1952.[12]
- Samopše: roku 1929 zmiňován lanový přívoz, později loďkový. Zrušen roku 1952.[12]
- Čtyřkoly – Lštění, zrušen v roce 1949, kdy byl nahrazen britským zavěšeným skládacím mostem Bailey Bridge financovaným ze zdrojů UNRRA.[13]
- Pášovka – Ledce
- Týnec nad Sázavou, zrušen cca v polovině 19. století
- Krhanice
- Kamenný Přívoz. Kníže Boleslav II. v roce 999 přiřknul výtěžek z převozu nově založenému klášteru na ostrově u Davle. Po zboření kláštera v husitských válkách roku 1436 císař Zikmund potvrdil předání obce Kamenný Přívoz včetně obou mlýnů a přívozu bratrům Jeronýmovi a Janovi Buškovým z Čečelic.[14]
- Luka pod Medníkem, u sv. Terezie, cca do 80. let dvacátého století
- Pikovice, u žel. zastávky Petrov u Prahy: zmíněn např. 1926,[15] zanikl s postavením lávky roku 1937[16]
- Pikovice, u mlýna: zmíněn 1926[15]
- Davle-Sázava: původně prámový, později jen osobní